# Laboum
Laboum (hangul: 라붐; estilizado como LABOUM) é um grupo feminino sul-coreano formado em 2014 pela NH Media e Nega Network. Ele é composto por quatro integrantes: Soyeon, Jinyea, Haein, Solbin. A formação original incluía Yulhee, que anunciou sua saída em novembro de 2017, e Yujeong, que anunciou sua saída em setembro de 2021. O nome do grupo significa festa em francês.

## História

### 2014–2015:Petit Macaron, Sugar SugareAalow Aalow
Em agosto de 2014, as empresas NH Media e Nega Network anunciaram que iriam debutar um grupo feminino, que tinha treinado por 4 anos. O grupo foi apresentado como irmãs do U-KISS da NH Media e Brown Eyed Girls da Nega Network. Laboum lançou seu primeiro single-álbum Petit Macaron em 28 de agosto, após o lançamento de seu vídeo musical para faixa-título Pit-A-Pat no dia anterior. A faixa foi escrita por Seo Ji-eum, conhecido por sucessos como f(x) Electric Shock e TaeTiSeo Twinkle, e composta por Jung Jae-yeob.
Em 24 de outubro, Laboum anuniciou que iriam que iriam retornar com Petit Macaron DATA PACK, um relançamento de Petit Macaron com conteúdos digitais extras, e uma reformulação da faixa What About You?. Em 31 de outubro, o grupo realizou uma performance no Music Bank e lançou o vídeo musical da faixa, que contou com um tema de boneca mecânica. Petit Macaron DATA PACK foi lançado em 3 de novembro.
No final de fevereiro de 2015, ZN foi escalada para estrelar ao lado de Kevin do U-KISS em dois episódios do web drama Milky Love. Ambos episódios foram lançados em 2 de março na Naver TV Cast.
Em 16 de março, o grupo anunciou que iria retornar com um conceito ainda refrescante e mais maduro em Sugar Sugar, que apresentaria um tema festa do pijama. A faixa-título acompanhando do single-álbum e vídeo musical foram lançados em 14 de agosto. Yujeong era uma convidada em um episódio de maio do popular programa de rádio Kiss the Radio, organizado pelo Super Junior.
Em junho, Solbin estava no elenco da série Her Secret Weapon. O show é focado em membros de grupos femininos menos conhecidos, e os classifica com base em seu desempenho em certas tarefas que destacam as qualidades dos ídolos femininos como precisam gerar fãs leais. Fora dos dez competidores, Solbin foi colocada com  Berry Good's Taeha para o sexto lugar.
Em 26 de novembro, Laboum enviou um vídeo teaser de MV para retorno, com o single Aalow Aalow no canal oficial do Youtube do grupo. O MV foi lançado em 1 de dezembro e contou com um estilo retro funky elegante. Em 4 de dezembro, Laboum realizou seu comeback stage para Aalow Aalow no Music Bank. O single-álbum foi oficialmente lançado em 6 de dezembro.

### 2016–2017:Fresh Adventure, Love Sign, Miss this Kiss, saída de Yulhee e The Unit
Em 15 de fevereiro, Laboum lançou uma campanha para financiar seu próximo MV na plataforma Makestar. Entre outras recompensas, o grupo ofereceu um título "Produtor Honorário" nos créditos do MV para aqueles que doaram mais de uma determinada quantidade. A campanha atingiu seu objetivo de $8,261 em apenas quatro horas. A campanha em última análise, levantou $27,832 – 336.9% de sua meta original. Laboum lançou seu MV para Journey to Atlantis acompanhado de seu single-álbum Fresh Adventure em 6 de abril.
Em 9 de agosto, o grupo anunciou que iria retornar. Depois de muita expectativa elas lançaram o MV da faixa Shooting Love junto com seu primeiro mini-álbum Love Sign em 23 de agosto de 2016.
Em 28 de novembro, Laboum anunciou que iria retornar. Em 1 de dezembro o grupo lançou o Special Gift Album de natal titulado Winter Story e o MV de Winter Story.
Em 22 de março de 2017, o grupo lançou uma outra campanha para financiar seu próximo MV na plataforma Makestar. A campanha tinha o objetivo de $8,913 e atingiu $75,751.58 até 3 de Maio, em torno de 850%. Laboum lançou seu MV para Hwi Hwi acompanhado de seu segundo mini álbum Miss this Kiss em 16 de abril. Em 28 de abril, Laboum conseguiu seu primeiro Win em um Music Show (Music Bank). Depois começaram a surgir rumores de que o grupo teria feito Sajaegi. Em 19 de julho, o grupo anunciou que iria fazer um comeback de verão. Em 25 de julho, Laboum lançou o MV para Only U e um Álbum Especial de Verão.
Em 3 de novembro de 2017, a agência do grupo oficialmente anunciou a saída da integrante Yulhee devido seu contrato ter expirado.
Yujeong, Haein e ZN, participaram do The Unit, todas passando na audição do programa e continuando no mesmo até certo ponto. Haein e Yujeong foram eliminadas tendo seus rankings 26° e 20°, respectivamente. Já ZN, chegou no ranking final do programa e recebeu votos o suficiente para entrar e debutar no UNI.T, ela ficou em 8° lugar, a qual teve seu debut no UNI.T em 18 de maio de 2018.

### 2018-2019: Between Us, debut japonês e I'm Yours
Em 10 de julho, foi anunciado em suas redes sociais que lançariam um próximo single álbum em 27 de julho. Nas fotos individuais do teaser, elas são vistas com um conceito mais maduro e sensual. Nos dias 23 e 25 de junho, foram publicados os teasers do videoclipe. O MV e o single álbum 'Between Us' foram lançados em 27 de julho. Elas tiveram seu primeiro stage na televisão de 'Between Us' no M! Countdown em 26 de julho.
Em 8 de novembro, o grupo teve seu debut Japão com o mini álbum titulado “Hwi Hwi”, nome da música lançada em 2017 que deu o first win para as meninas. O álbum inclui a versão japonesa de "Hwi Hwi", um remix da mesma e seu instrumental, a versão japonesa de “Shooting Love” e mais 2 músicas inéditas japonesas, sendo elas: Sugar Pop e Killer Killer Tune. Elas proveram o álbum no Japão durante um tempo, tanto que, ZN, não pode fazer parte do segundo mini álbum e nem de suas promoções do UNI.T.
Laboum teve seu último comeback do ano com o sexto single álbum “I'm Yours” e a faixa título “Turn It On”, novamente com o conceito maduro e sensual. As promoções duraram até fevereiro de 2019.
Em 3 de abril, foi confirmado através de fotos nas redes sociais do grupo que teriam o seu primeiro comeback japonês com o primeiro álbum titulado “Love Pop WoW!!”. Ele contém um total de 12 faixas. As imagens teasers começaram a ser liberadas no dia 17 de abril. O álbum completo foi lançado no dia 24 de abril.

### 2020–presente: "Smile Pop Pop", sucesso repentino com "Journey to Atlantis",  saída de Yujeong eBlossom
A integrante Yujeong compartilhou um teaser em 25 de agosto, 2020 em um Instagram story que revelou um videoclipe colaborativo entre Laboum e a franquia infantil chinesa BabyBus, para uma canção intitulada 'Smile Pop Pop'. No mesmo dia, a música foi lançada digitalmente.
Em 1º de setembro de 2020, a empresa de Laboum Global H Media confirmou que Laboum está programado para fazer um retorno com um mini-álbum em outubro de 2020, mas o retorno nunca aconteceu.
Dois dias após o anúncio, em 3 de setembro de 2020, o videoclipe de "Smile Pop Pop" foi lançado no canal 'SUPER SOUND Bugs' no YouTube.
Em 24 de dezembro de 2020, Laboum lançou seu quarto single digital "Cheese".
Em março de 2021, a música "Journey to Atlantis" de 2016 foi apresentada no Hangout with Yoo, um programa de variedades coreano, fazendo com que a música subisse muitas posições em vários charts coreanos em tempo real. Em resposta, o grupo retomou as atividades promocionais em junho de 2021.
Em 8 de setembro, Yujeong postou uma carta escrita à mão no Instagram, anunciando que ela deixaria o grupo depois que seu contrato expirasse. Ela também anunciou que Soyeon, ZN, Solbin e Haein renovaram seus contratos e que Laboum continuaria como um quarteto. Além disso, foi anunciado que os membros restantes deixaram sua agência atual e assinaram com a Interpark Music Plus, uma subsidiária da Interpark.
Em 6 de outubro, foi anunciado que Laboum voltaria como um quarteto no início de novembro.  ZN usará o nome Jinyea para atividades futuras.  foi mais tarde anunciado que Laboum lançaria seu terceiro EP Blossom em 3 de novembro 3.

## Integrantes
- Soyeon (hangul: 소연), nascida Jung Soyeon (hangul: 정소연) em 04 de maio de 1994 (30 anos) em Gwangju, Coreia do Sul.
- Jinyea (hangul: 지엔), nascida Bae Jinye (hangul: 배진예) em 09 de junho de 1994 (30 anos) em Bucheon, Gyeonggi, Coreia do Sul.
- Haein (hangul: 해인), nascida Yeon Haein (hangul: 연해인) em 19 de maio de 1995 (29 anos) em Uijeongbu, Gyeonggi, Coreia do Sul.
- Solbin (hangul: 솔빈), nascida Ahn Solbin (hangul: 안솔빈) em 19 de agosto de 1997 (27 anos) em Seongnam, Gyeonggi, Coreia do Sul.

### Ex-integrante
- Yulhee (hangul: 율희), nascida Kim Yulhee (hangul: 김율희) em 27 de novembro de 1997 (27 anos) em Bucheon, Gyeonggi, Coreia do Sul.
- Yujeong (hangul: 유정), nascida Kim Yujeong (hangul: 김유정) em 14 de fevereiro de 1992 (33 anos) em Seul, Coreia do Sul.

## Videografia
| Ano     | Canção                 | Diretor       |
| ------- | ---------------------- | ------------- |
| 2014    | "Pit-A-Pat"            | Yong Seong    |
| 2014    | "What About You?"      | Kim Beom-chul |
| 2015    | "Sugar Sugar"          | No Jang-sik   |
| 2015    | "Aalow Aalow"          | INSP, SUIKO   |
| 2016    | "Journey to Atlantis"  | Hong Won-ki   |
| 2016    | "Shooting Love"        | Yoo Sung-kyun |
| 2016    | "Winter Story"         | Yoo Sung-kyun |
| 2017    | "Hwi Hwi"              | Yoo Sung-kyun |
| 2017    | "Dobadob (Only U)"     | Yoo Sung-kyun |
| 2018    | "Between Us"           |               |
| 2018    | "Turn It On"           | Lee Hyun-jong |
| 2019    | "Firework"             | —             |
| 2019    | "상상더하기 WINTER ++" | —             |
| 2020    | "Smile POP POP"        | —             |
| 2021    | "Kiss Kiss"            | —             |
| Japonês |                        |               |
| 2018    | "Hwi Hwi"              | Yoo Sung-kyun |

## Filmografia

### Séries Televisivas
| Ano  | Título            | Canal | Nota                      |
| ---- | ----------------- | ----- | ------------------------- |
| 2020 | Backstreet Rookie | SBS   | Solbin como Jung Eun-byul |

### Variety shows
| Ano  | Título                | Canal        | Nota             |
| ---- | --------------------- | ------------ | ---------------- |
| 2016 | Laboum TV             | Naver V App  |                  |
| 2017 | Battle K Food(K-Rush) | KBS World TV | Yujeong e Soyeon |

#### Reality show
| Ano  | Título         | Canal     |
| ---- | -------------- | --------- |
| 2016 | Laboum project | MBC Music |

## Embaixadoras
- Embaixadoras das Relações Públicas de Gangnam-gu (2021)[32]